# Бафулабе (округ)
Бафулабе (фр. Bafoulabé) — округ в области (провинции) Каес в Мали. Административный центр — город Бафулабе. По переписи населения в 2009 г. численность населения округа составляла 233 647 человек. В состав округа входит 13 коммун: Бамафеле, Бафулабе, Гунфан, Диакон, Диаллан, Диокели, Контела, Кундиан, Махина, Ниамбиа, Сидибела, Томора и Уалиа.